# Kedungboto (Porong)
Kedungboto is een bestuurslaag in het regentschap Sidoarjo van de provincie Oost-Java, Indonesië. Kedungboto telt 1982 inwoners (volkstelling 2010).